# Vincent du Vigneaud
Vincent du Vigneaud (18. května 1901, Chicago, Illinois – 11. prosince 1978, Ithaca, New York) byl americký biochemik, který v roce 1955 získal Nobelovu cenu za chemii za „práce na sloučeninách síry, zvláště za objev polypeptidického hormonu“.

## Život
Promoval na Schurz High School v roce 1918. Vystudoval univerzitu Illinois v Urbana-Champaign, kde byl ovlivněn přednáškami Carl Shipp Marvela. Po ukončení v roce 1924 začal spolupracovat se společností DuPont. Začátek jeho akademické kariéry se datuje rokem 1925, kdy se připojil ke skupině John R. Murlina na univerzitě v Rochesteru, kde v roce 1927 získal Ph.D. za práci The Sulfur in Insulin a později se tam stal profesorem.
Po několika postgraduálních studiích u John Jacob Abela na Univerzitě Johnse Hopkinse, Max Bergmanna v Kaiser-Wilhelm-Gesellschaft zur Förderung der Wissenschaften v Drážďanech a dalších se stal profesorem na univerzitě v Illinois.
V roce 1932 se stal profesorem na Univerzitě George Washingtona a v roce 1938 na lékařské fakultě Cornellovy univerzity, kde zůstal do roku 1967, kdy získal status emeritního profesora. V důchodu ještě zastával pozici na Cornellově univerzitě v Ithace (stát New York). V roce 1974 po mrtvici ukončil akademickou kariéru, zemřel rok po smrti své manželky v roce 1977.
Zabýval se převážně sírou, bílkovinami a peptidy. Jako první syntetizoval oxytocin  a vazopresin.